# Martha McSally
Martha Elizabeth McSally, född 22 mars 1966 i Warwick i Rhode Island, är en amerikansk republikansk politiker. Hon var ledamot av USA:s senat för Arizona från januari 2019 till december 2020. Hon har tidigare varit ledamot av USA:s representanthus för Arizona från 2015 till 2019. 

## Biografi
McSally tog examen från United States Air Force Academy 1988 och erhöll då officersfullmakt i USA:s flygvapen. Två år senare, 1990 tog hon också sin magisterexamen i John F. Kennedy School of Government vid Harvard University. 
På våren 1993 upphävde USA:s försvarsminister Les Aspin förbudet mot kvinnliga piloter från att tjänstgöra i stridande förband. På en direkt efterföljande presskonferens i Pentagon var hon en av tre kvinnliga piloter i flygvapnet som presenterades av USA:s flygvapenstabschef Merrill A. McPeak som de första som gavs möjligheten att utbildas på stridsflyg. I januari 1995 var hon utbildad stridspilot för attackflygplanet A-10 Thunderbolt II och sändes till Kuwait för att upprätthålla flygförbudszonen mot Irak (Operation Southern Watch). McSally blev då den första kvinnan i USA:s flygvapen att som stridspilot skickas i en potentiell krigszon. McSally har tjänstgjort i Afghanistankriget.
2001 stämde hon USA:s försvarsdepartement för att tvingas bära abaya under tjänstgöring i Saudiarabien. Reglerna för detta lättades under 2002 även om kvinnliga amerikanska militärer uppmanades att respektera värdlandets seder. I juli 2004 blev hon den första kvinnan att leda en skvadron för stridsflyg, 354th Fighter Squadron vid Davis-Monthan Air Force Base. McSally befordrades till överste i december 2006.
McSally besegrade sittande kongressledamoten Ron Barber i mellanårsvalet i USA 2014.
Den 12 januari 2018 meddelade McSally sin kandidatur för den post som senator för Arizona, som blev ledig detta år. Den 28 augusti 2018 vann hon det republikanska primärvalet med 53 procent av rösterna och mötte sedan den demokratiska kandidaten Kyrsten Sinema i huvudvalet 6 november. Efter en utdragen rösträkning erkände McSally den 12 november att Sinema hade vunnit och gratulerade henne. Efter att detta val var klart, tillkännagav den republikanske senatorn Jon Kyl att han avgick förtid från Arizonas andra senatsplats. Guvernören Doug Ducey kunde då utnämna McSally till Kyls efterträdare.
Det fanns ett fyllnadsval i november som sammanföll med presidentvalet 2020, där hon besegrades av den tidigare astronauten Mark Kelly.

## Politiska ståndpunkter
The New York Times beskrev henne som en moderat republikan. Enligt en analys av FiveThirtyEight, var endast 29 procent av "kongressens republikaner mer moderata än" McSally.
Enligt Five ThirtyEights registrering av  kongressens omröstningar, röstade hon med president Trumps ståndpunkter vid 95,6 procent av tillfällena.

## Privatliv
McSally var gift med Donald Frederick Henry från 1997 till 1999; äktenskapet annullerades.